# Spider-Man 2 (trilha sonora)
Music from and Inspired by Spider-Man 2 é o álbum da trilha sonora do filme Homem-Aranha 2, foi lançado em 22 de junho de 2004 pela gravadora Sony.

## Faixas
| N.º | Título                                       | Artista                      | Duração |  |
| 1.  | "Vindicated"                                 | Dashboard Confessional       | 3:20    |  |
| 2.  | "Ordinary"                                   | Train                        | 3:33    |  |
| 3.  | "Did You"                                    | Hoobastank                   | 3:18    |  |
| 4.  | "Hold On"                                    | Jet                          | 4:03    |  |
| 5.  | "Gifts and Curses"                           | Yellowcard                   | 5:08    |  |
| 6.  | "Woman"                                      | Maroon 5                     | 5:08    |  |
| 7.  | "This Photograph Is Proof (I Know You Know)" | Taking Back Sunday           | 4:12    |  |
| 8.  | "Give It Up"                                 | Midtown                      | 3:42    |  |
| 9.  | "Lucky You"                                  | Lostprophets                 | 4:25    |  |
| 10. | "Who I Am"                                   | Smile Empty Soul             | 3:15    |  |
| 11. | "The Night That the Lights Went Out in NYC"  | The Ataris                   | 3:36    |  |
| 12. | "We Are"                                     | Ana Johnsson                 | 3:55    |  |
| 13. | "Someone to Die For"                         | Jimmy Gnecco feat. Brian May | 5:08    |  |
| 14. | "Spidey Suite"                               | Danny Elfman                 | 4:01    |  |
| 15. | "Doc Ock Suite"                              | Danny Elfman                 | 3:53    |  |
| 16. | "Raindrops Keep Fallin' on My Head"          | B. J. Thomas                 | 2:57    |  |

## Gráficos
| Paradas (2004)                         | Melhor posição |
| -------------------------------------- | -------------- |
| Austrália (ARIA)                       | 25             |
| Áustria (Ö3 Austria Top 40)            | 22             |
| França (SNEP)                          | 83             |
| Alemanha (Offizielle Deutsche Charts)  | 35             |
| Suíça (Schweizer Hitparade)            | 30             |
| Estados Unidos (Billboard 200)         | 7              |
| Estados Unidos (Top Soundtrack Albums) | 1              |